# 高橋伸之
髙橋 伸之（たかはし のぶゆき、1972年 - ）は、テレビ朝日ビジネスソリューション本部コンテンツ編成局第1制作部に所属のプロデューサー。前職では制作2部（現：ストーリー制作部）所属のテレビドラマ演出家、映画監督。

## 経歴
当初は共同スタッフ（後のベイシス）に所属し、2000年に「モーニング娘。の愛物語」（テレビ東京）で初演出（演出補兼任）。2001年に「マリア」 （TBS） で本格的に演出を手掛ける。代表作は「WATER BOYS」、「WATER BOYS2」（フジテレビ）、「アンフェア」（関西テレビ）など。
2006年、「キャッチ ア ウェーブ」で初の映画監督を務める。同年、ベイシスからテレビ朝日へ移籍した。移籍後はそれまで経験のなかったバラエティ番組の演出も担当するようになり、「EXD44」のタイトルは20代から30代前半の若手ディレクターに混じって、44歳にしてバラエティの世界に飛び込み右往左往する高橋の姿をヒントに秋元康が命名した。

## 主な作品

### テレビドラマ

#### ベイシス（旧共同スタッフ）時代
- NIGHT HEAD（1992年、フジテレビ）
- お金がない!（1994年、フジテレビ）
- それが答えだ!（1997年、フジテレビ）
- 世にも奇妙な物語 春の特別編（1998年、フジテレビ）
- 恋はあせらず（1998年、フジテレビ）
- 食卓から愛を込めて（1998年、テレビ東京）
- ナオミ（1999年、フジテレビ）
- 世にも奇妙な物語 秋の特別編（1999年、フジテレビ）
- モーニング娘。の愛物語（2000年、テレビ東京）
- 貯まる女（2000年、テレビ東京）
- 永遠の1/2（2000年、TBS）
- 編集王（2000年、フジテレビ）
- マリア（2001年、TBS）
- 世にも奇妙な物語 春の特別編（2001年、フジテレビ）
- バベル〜The Tower of Babel〜（2002年、BSフジ）
- 世にも奇妙な物語 秋の特別編「昨日の君は別の君 明日の私は別の私」（2002年、フジテレビ）
- WATER BOYS（2003年、フジテレビ）
- WATER BOYS2（2004年、フジテレビ）
- 僕と彼女と彼女の生きる道（2004年、関西テレビ）
- みんな昔は子供だった（2005年、関西テレビ）
- アンフェア（2006年、関西テレビ）

#### テレビ朝日時代
- てるてるあした（2006年）
- レガッタ〜君といた永遠〜（2006年、朝日放送共同制作）
- 家族〜妻の不在・夫の存在〜（2006年、朝日放送共同制作）
- テレサ・テン物語〜私の家は山の向こう（2007年）
- 未来講師めぐる（2008年）
- パズル（2008年、朝日放送共同制作）
- ギラギラ（2008年、朝日放送共同制作）
- 歌のおにいさん（2009年）
- 松本清張生誕100年スペシャル・夜光の階段（2009年）
- マイガール（2009年）
- 同窓会〜ラブ・アゲイン症候群（2010年）
- 警視庁継続捜査班（2010年）
- 光る壁画（2011年）
- 13歳のハローワーク（2012年）
- オリンピックの身代金〜1964年・夏〜（2013年）※監督補
- 最後の仕事（2014年）
- フィッシャーマンズ・ブルース（2014年）

### 映画
- キャッチ ア ウェーブ（2006年）

### バラエティ

#### テレビ朝日時代
- イチから住 〜前略、移住しました〜（2015年）
- 相葉マナブ（2016年）
- EXD44（2016年）
- ビートたけしのスポーツ大将（2017年）
- 今すぐ使える豆知識 クイズ雑学王（2017年）
- ザワつく!一茂良純時々ちさ子の会（2018年）
- 路線バスで寄り道の旅（2023年）

## 関連人物
- 相葉雅紀（嵐） - 『マイガール』『相葉マナブ』